# 垂れ耳うさぎ
垂れ耳うさぎ（たれみみうさぎ）ないしロップイヤー・ラビット（英語: lop-eared rabbit）は、耳がぴんと立たず下に垂れるウサギの総称である。この特徴は、多数のウサギの品種にみられる。

## 耳

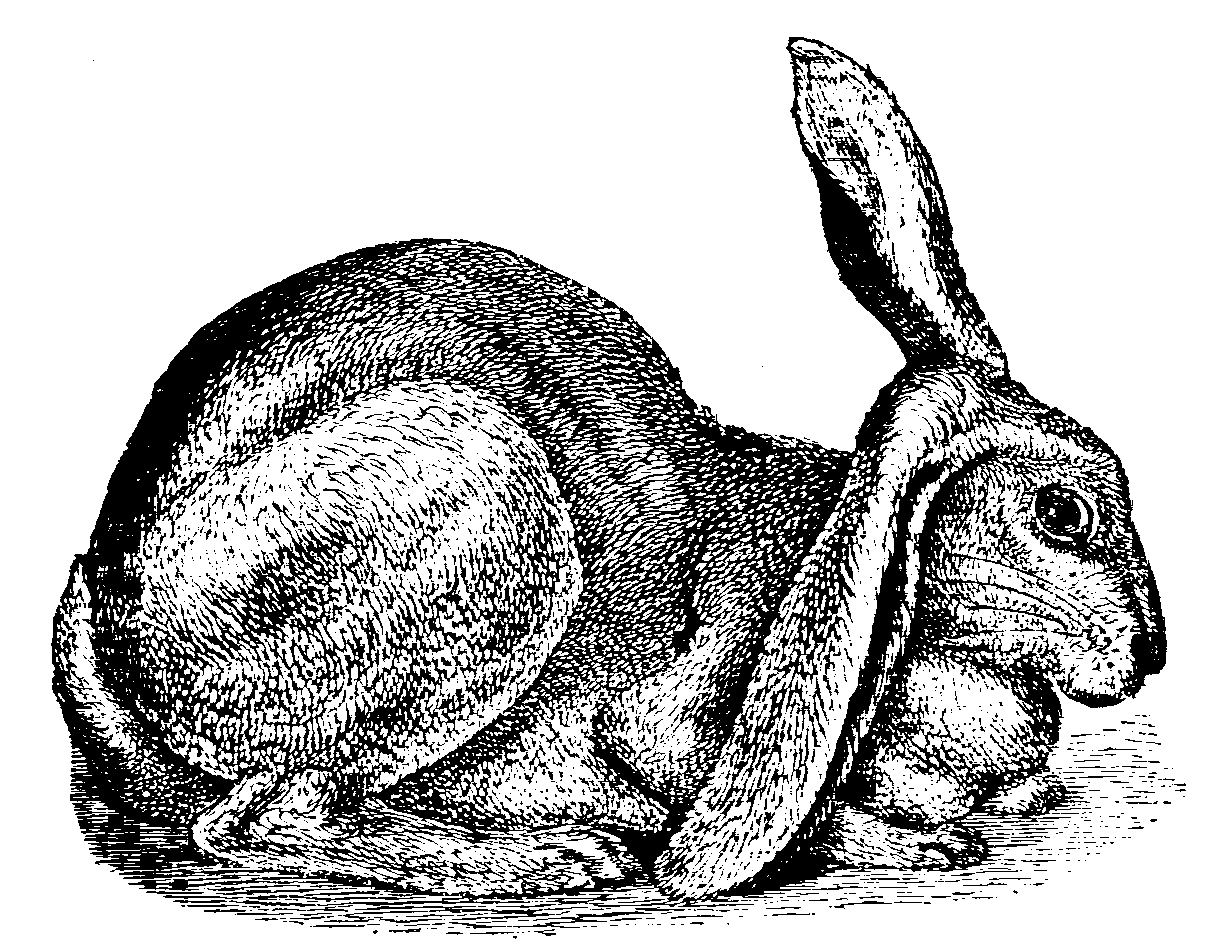
半垂れ耳うさぎ。1868年のチャールズ・ダーウィンによるイラスト。

垂れ耳うさぎの最大の特徴は、文字通り垂れた耳である。ペットウサギのほとんどの品種にみられるぴんと立った耳と違い、垂れ耳うさぎの品種は耳がゆるく垂れ下がっており、耳の開口部が頭蓋骨に面している。多くの垂れ耳うさぎ（イングリッシュロップを除く）の頭には、クラウンと呼ばれる小さな膨らみがある。これは、わずかに隆起した耳の基部のためである。典型的な垂れ耳うさぎの頭は、雄羊の頭に似ていると言われおり、ドイツ語でロップイヤー（Widder、牡羊座の意味）、フランス語で（bélier、ラムの意味）およびイタリア語（ariete 、牡羊座の意味）と呼ばれている。
血管が表面に近いウサギの耳は、汗をかくことができないウサギにとって不可欠な体温調節器官である 。垂れ耳うさぎの耳が垂れ下がるのは、通常より長かったり分厚かったりする耳の重量を耳のほかの部分が支えられないためである。なお、一部の若い垂れ耳ウサギの耳は、耳の成長が完了するまでは完全に下がっていないことがあるが、成長するにつれて下がっていく。垂れ耳ウサギの垂れた耳は、捕食者の音を聞き、健康な体温を維持するという機能を妨げ、屋外条件で生き残ることを困難にする。

## 耳の種類
ウサギの耳の種類は以下の5種類に分かれている。

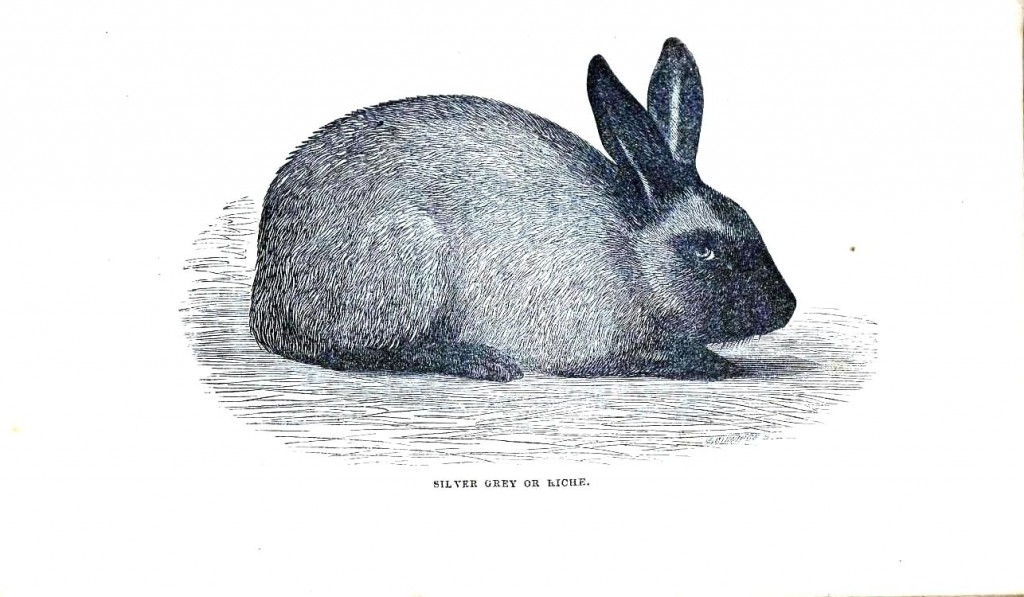
直立した耳: 両方の耳は直立する。耳は時々ウサギの背中の上に載ったり、ウサギが入浴や手入れをするときに一時的に滑らかになることがある。もっともよくみられるタイプの耳である。
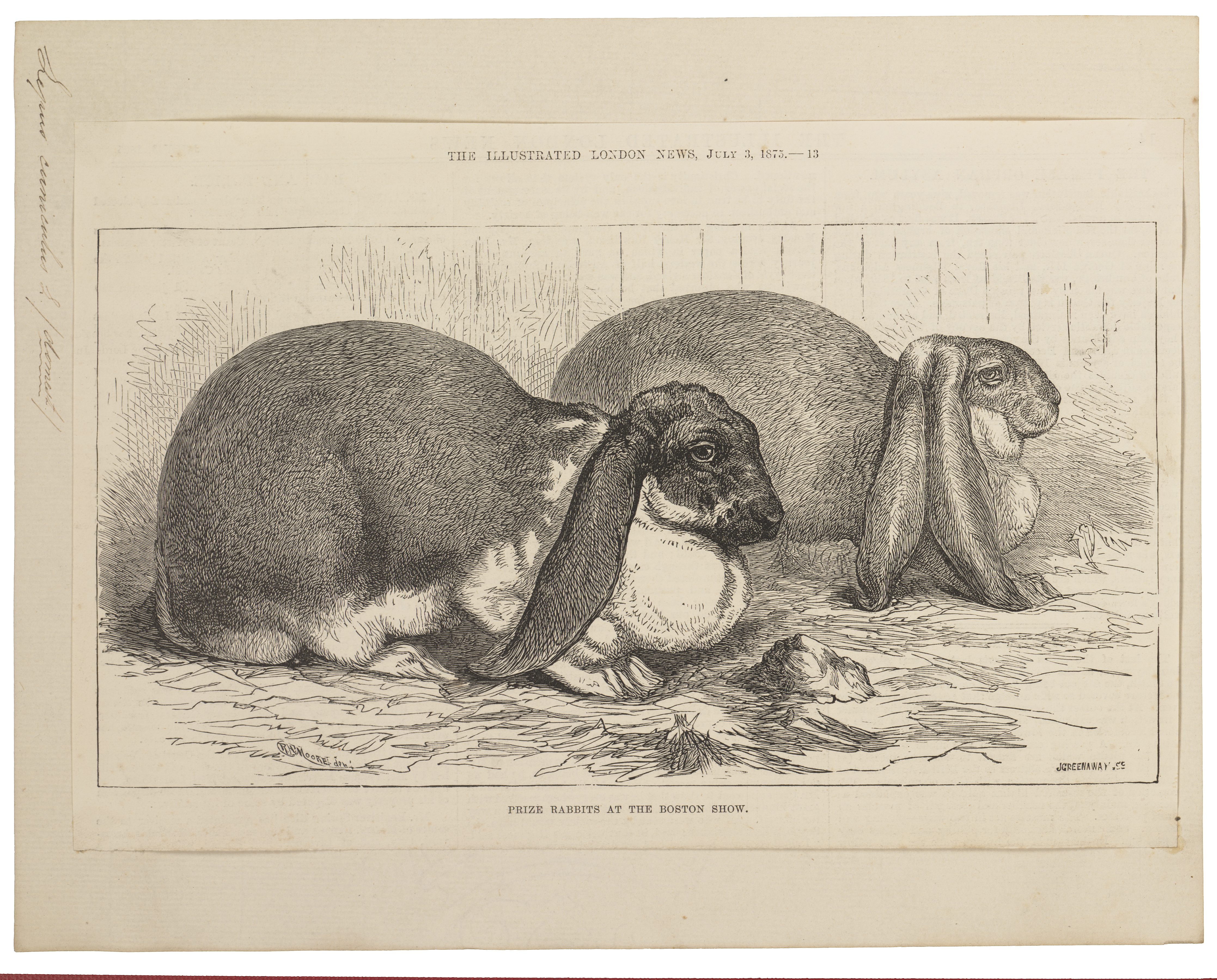
垂れ耳: 両方の耳は完全に下に垂れる。この場合、耳はウサギの頬と肩の横にある。ウサギが飛び跳ねるときに、耳が穏やかにうねる可能性がある。あまり一般的ではない。
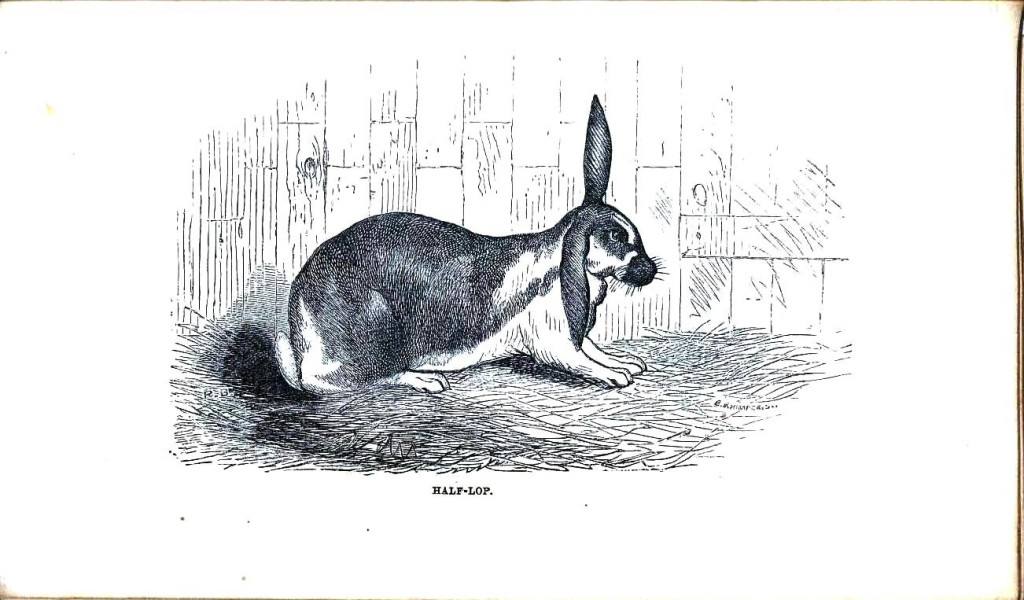
半垂れ耳：片方の耳は垂れ耳で、もう片方の耳は直立している。見た目も似ており、ユニコーンに似ていると言われる片耳ウサギが18世紀の終わりごろに繁殖し、1958年に標本が2枚撮影された[2]。珍しいタイプの耳である。
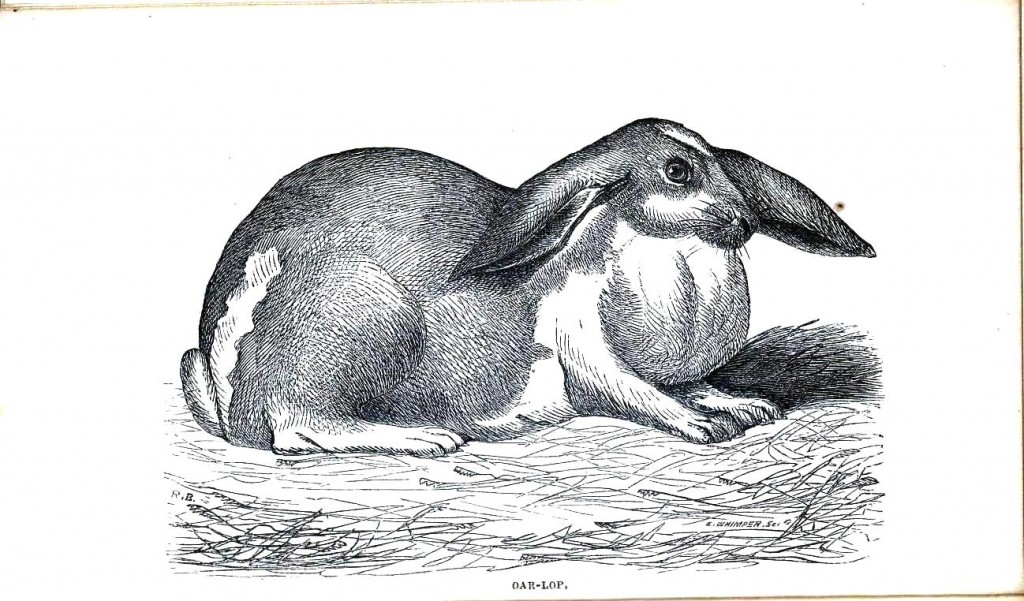
オールロップイヤー：両方の耳は地面に対してほぼ水平であり、ウサギの肩よりも地面に近い。この用語は、静止したボートのオールに似ていることに由来する。現代では、これらはヘリコプター耳と呼ばれることがある[3]。珍しい。
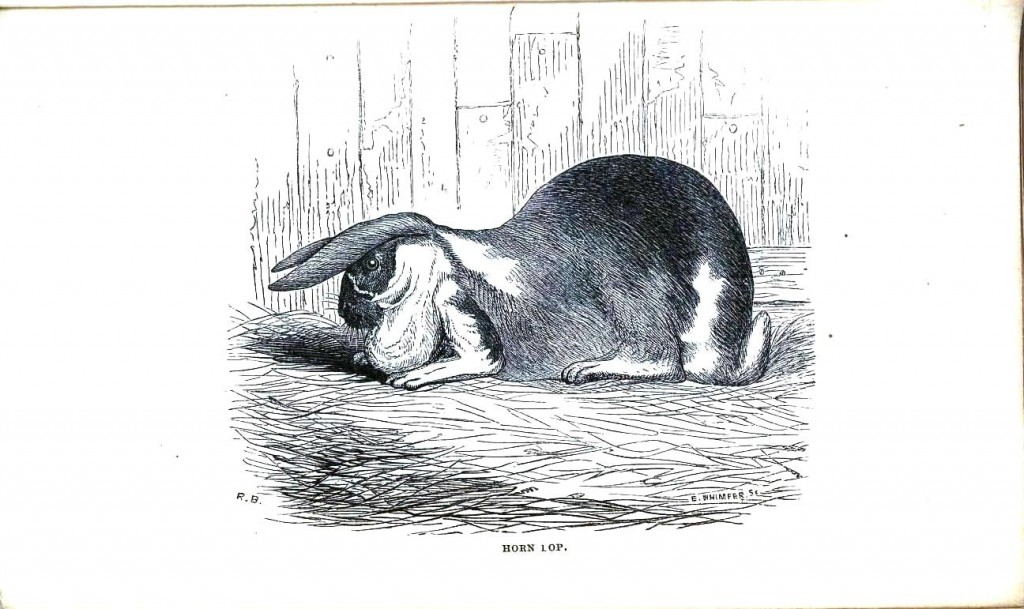
ホーンロップイヤー：両方の耳は地面に対してほぼ水平で、耳がウサギの鼻の上に出る。この用語は、一部の牛の前向きの角に似ていることに由来する。非常にまれなタイプである。  - 直立した耳を持つウサギ
  - 垂れ耳を持つウサギ
  - 半垂れ耳を持つウサギ
  - オールロップイヤーを持つウサギ
  - ホーンロップイヤーを持つウサギ

## 長さ

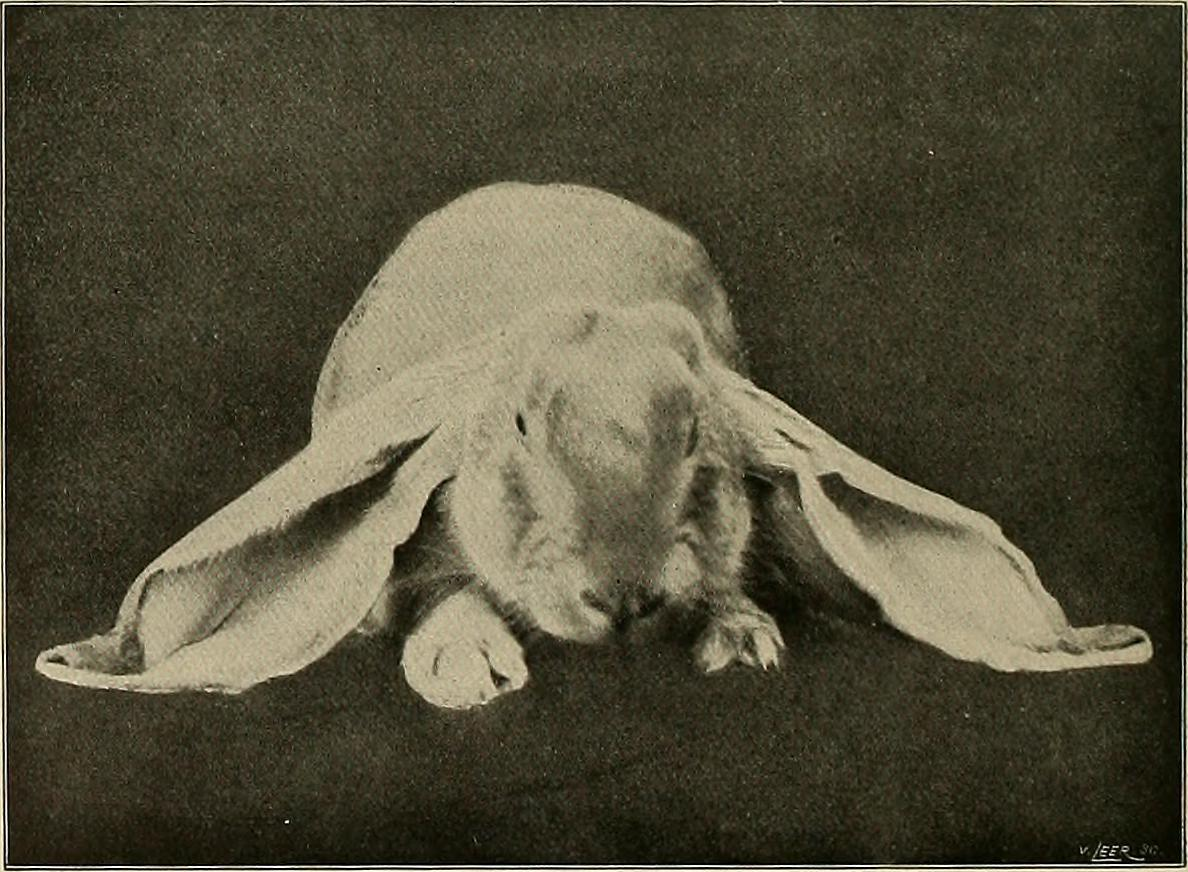
イングリッシュロップ（1907年）

長いまたは厚い耳は垂れ下がる可能性が高くなる。一部の垂れ耳うさぎは、耳の長さを誇張するために意図的に飼育されている。これはウサギの健康に有害であるため、ドイツでは耳が25.5インチ (65 cm) 、オランダでは27.5インチ (70 cm)以下でないとショーなどに出ることができない。2003年、31.125インチ (79.06 cm)の耳を持つアメリカのイングリッシュロップが、「ウサギで最も長い耳」としてギネス世界記録に登録された。

## 品種
ウサギの品種の大部分は直立した耳を持っている。垂れ耳うさぎの品種は、米国ウサギブリーダー協会（ARBA）と英国ウサギ評議会（BRC）によって現在認識されているすべての品種の約15％を占める。